# 奇銳駿
奇銳駿（日语：ワンダーアキュート），是日本純種競賽馬匹。生涯總戰績為48戰13勝，名次分佈為13-10-8-17。曾勝出2012年日本育馬場盃經典賽，並於2014年及2015年分別勝出帝王賞及柏市紀念，成為日本賽馬史上首匹勝出日本一級賽的9歲馬。

## 出賽前
2006年3月14日出身於北海道三石町（今新日高町）Fukuda牧場，所有權歸於母系之馬主山本信行旗下。
其後交由栗東訓練中心練馬師佐藤正雄訓練。

## 競賽生涯

### 3歲
2009年1月24日出戰京都競馬場3歲新馬戰，雖然賽前僅獲得第七人氣，但於直路上成功佔先並一直保持優勢，最終壓制對手下贏得首勝。
其後出戰三場條件戰，並於於其中一場賽事獲勝。
5月2日出戰青葉賞，為其生涯首次亦是唯一一次出戰草地賽事，最終於適性不足下以第十大敗。
完成青葉賞後返回泥地戰線，於梧桐錦標取得冠軍後先後出戰日本泥地打吡及獵豹錦標，最終均獲得第五。
9月13日出戰條件戰奧克蘭賽馬會盃，比賽途中一直保持於第三左右的位置穩步推進，並於彎道時候開始發力。進入直路後，其隨即超越前方的領放馬，繼續衝刺之下不斷逐步拉開對手，最終以5馬位優勢獲勝。
10月3日出戰天狼星錦標，比賽初段保持於先頭位置下於第四彎道抽出外檔，最終於直路跑出全場最快末腳速度之下取得領先之餘亦成功抵擋後方賽駒追擊，以3馬位優勢取得首個分級賽冠軍。

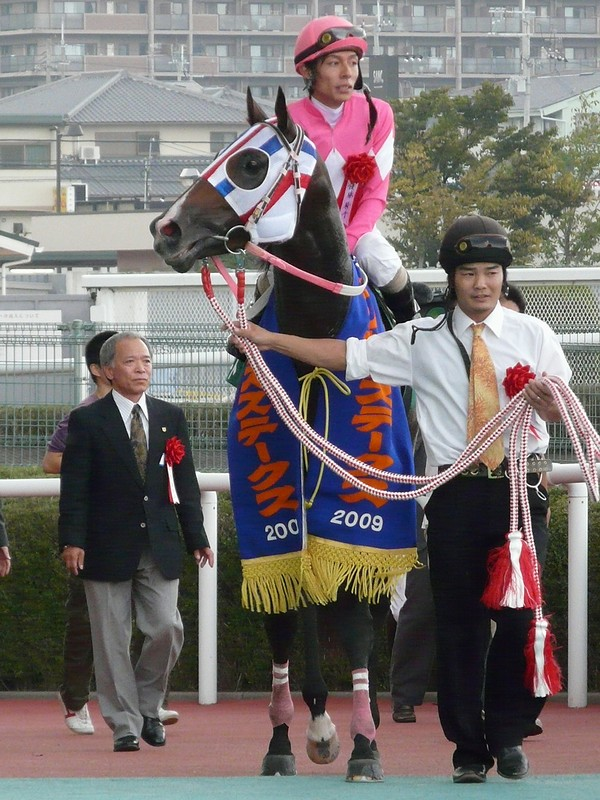
天狼星錦標頒獎儀式

11月7日出戰武藏野錦標，雖然此前兩次賽事均於優秀的表現勝出，但賽前仍然僅得第五人氣。比賽開始後，其以優秀的反應搶佔位置進行領放，於比賽途中一直維持此較快的步速。進入直路後，其衝刺力度仍然不減，最終成功拉開後方賽駒，以三連勝姿態再度奪得分級賽冠軍。
其後乘勢出戰日本盃泥地大賽，然而未能於直路保持速度之下不但無法超越前方的賽駒，最終亦被後方來襲的對手追上，以第六的戰績完賽。

### 4歲
2010年大部份時間一直處於休養狀態下在11月7日的京都錦標復出，但狀態未完全恢復之下僅跑獲第六。
其後出戰公開賽參宿四錦標，比賽途中維持穩定的步速下於直路一舉衝出，最終成功超越對手取得勝利。
然而其後再度挑戰一級賽東京大賞典時不斷墮後，最終以第十大敗。

### 5歲
2011年年初以畢宿五錦標作為首戰取得亞軍，其後於仁川錦標成功奪冠。
3月21日出戰名古屋大賞典，雖然於直路上發揮優秀的表現，但一直未能縮窄和領放馬希望之城之間的距離，最終以2馬位差距落敗。
4月24日出戰天蠍錦標，本次比賽其選擇保持於中團位置展開推進，於進入對面直路後稍為減速墮後至第八的位置。進入直路後，其嘗試於所在位置衝出並跑出不俗的速度，但最終仍然不敵前方的Gold Blitz，以1 3/4馬位落敗得第二。
其後出戰東海錦標，比賽前半段其選擇保持於第三的位置推進下於對面直路突然大幅墮後至第七左右的位置，但於第三、四彎道之間再度發力上前。進入直路後，其仍然保持過彎時的速度，最終爆發出全場最佳末腳下成功超越領放馬Renforcer，再度獲得分級賽冠軍，亦以1分53.7秒的完賽時間打破泥地1900米的日本記錄。

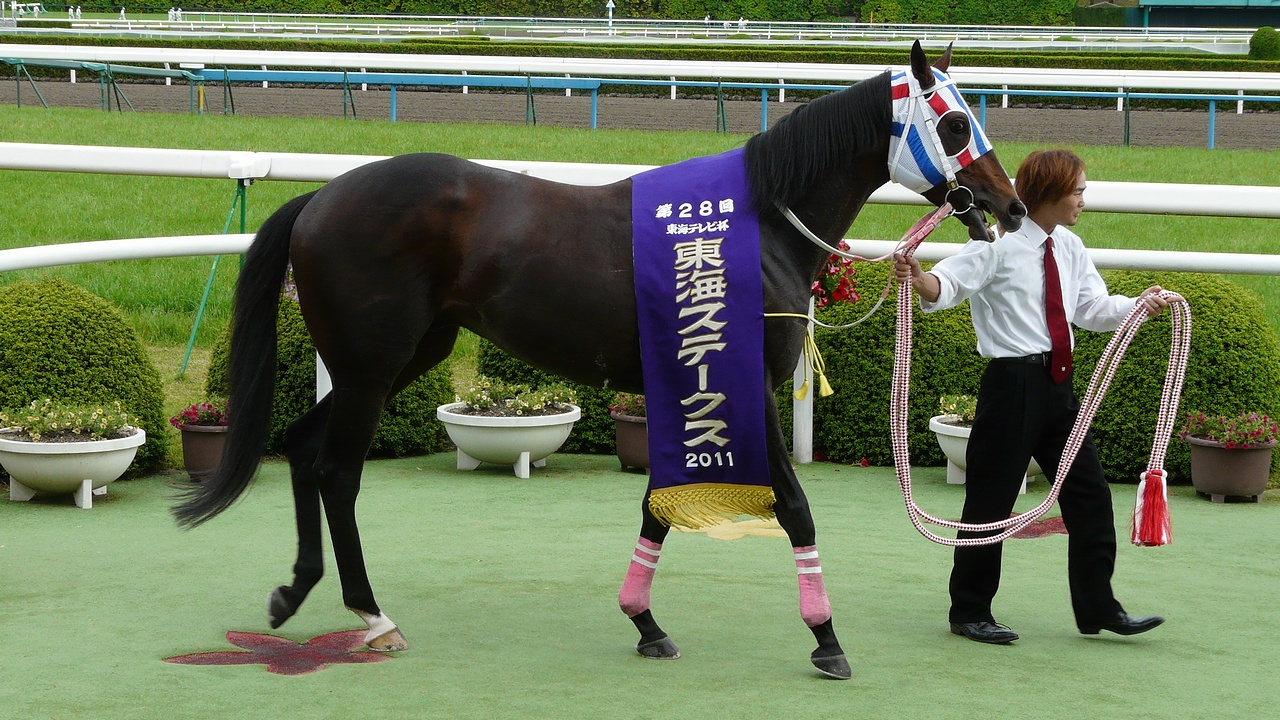
東海錦標頒獎儀式

入秋後以京都錦標作為起動戰並獲得第四，其後出戰日本盃泥地大賽亦能保持良好表現，於後方位置狂奔之下超越眾多對手，最終僅敗於領放馬創升取得亞軍。
12月29日出戰東京大賞典，賽前獲得第三人氣。比賽開始後，其選擇一貫的先行戰術保持於第三左右的位置，並於比賽途中以穩定的步速前進。進入直路後，其於中檔位置成功望空並於騎師和田龍二不斷打鞭的情況下開始衝刺，最終於終點線前成功將領放馬醒目飛鷹追至平頭。可惜根據照片判定後，賽會確認奇銳駿以3.5厘米的細微差距憾負。

### 6歲
2012年年初出戰二月錦標，比賽途中於中團位置維持穩定的步伐前進，可惜於直路上的衝刺力度仍然未及外檔的Testa Matta及絲綢創富，最終被對手壓制下落敗得第三。
其後於上年半未能繼續維持穩定的表現，3月於大尾光紀念僅跑獲第四，5月出戰東海錦標更以第十大敗。
進入秋季陣營安排其以日本育馬場盃經典賽作為目標，賽前獲得第五人氣。比賽開始後，第一人氣創升於前方位置，奇銳駿保持於約莫第三追趕對手，第二人氣Solitary King處於第五，而第三人氣Civil War則於後方位置。進入直路後，奇銳駿仍然保持於先頭位置，此時騎師和田指揮其逐步抽出外檔望空衝刺，最終於其爆發出全場最快的末腳之下一舉超越對手，甚至於衝過終點線前拉開第二的Civil War 5馬位，成功奪得首個一級賽冠軍。
12月2日出戰日本盃泥地大賽，比賽途中一直保持於第五的位置，進入直路後隨即開始發力加速，但最終仍未能對前方的大和熱驥造成實則的威脅，最終被對手拉開3 1/2馬位落敗。
年末出戰東京大賞典，本次比賽選擇於中團靠後位置展開下於第三彎道開始爬升進佔位置，但再度未能最大程度加速超越前方賽駒，最終敗於古國傳説及Hatano Vainqueur取得第三。

### 7歲
2013年以川崎紀念作為首戰，雖然比賽途中保持優秀的節奏控制，但於最後直路的纏鬥中落於下風，最終被Hatano Vainqueur率先透出下以1/2馬位差距落敗。
其後接連出戰二月錦標及帝王賞，分別於其中採取居中及領放戰術，然而均不奏效之下取得兩連季。
9月23日於放草過後以日本電視盃作為目標，本次比賽其一直保持於領放馬身後有遮擋的位置逐步推進，進入直路後開始加速並於最後關頭超越對手，以頸位優勢奪得勝利。
其後雖然保持穩定且優秀的表現，但始終未能做出進一步的突破，最終於日本育馬場盃經典賽、日本盃泥地大賽及東京大賞典三場賽事中奪得三連亞的戰績。

### 8歲
2014年年初出戰二月錦標，可惜於比賽途中一直墮後，進入直路後開始發力亦未能彌補差距，最終以第六的戰績落敗。
其後出戰柏市紀念，本次比賽採用主動的戰術下保持於第三的位置，同時亦緊貼前方賽駒以保持優勢。進入直路後，縱然其於所在位置表現出優秀的衝刺速度，但未能追上領放馬Sei Crimson之餘亦被外檔的小林歷奇超越，最終以第三完賽。
6月25日出戰帝王賞，賽前落後小林歷奇及大和熱驥取得第三人氣。比賽開始後，其並不急於搶佔位置，而是由所在的第10檔逐步移入內欄，並保持於大和熱驥及小林歷奇身後第三的位置。進入直路後，面對仍然佔先的對手，騎師武豐選擇指揮其緩慢移出外檔，最終於望空狀態成功爆發出末腳速度，將對手追過之餘亦拉開2馬位率先衝刺，再度奪得一級賽冠軍。
入秋後其以日本育馬場盃經典賽作為目標，敗於小林歷奇及翠綠晶石取得第三，然而其後於日本冠軍盃及東京大賞典未能維持水準，分別以第五及第七落敗。

### 9歲
2015年再度以二月錦標作為年度首戰，然而狀態尾完全恢復之下於通過彎道時候急劇失速，最終以第九大敗。
5月5日出戰柏市紀念，比賽初段保持於第六左右的中團位置，進入對面直路後開始逐步發力，並於通過第四彎道時候經已處於第三。進入直路後，其於所在位置成功望空，最終於中檔不斷加速之下成功跑出後600米37.1秒的速度，瞬間超越前方佔先的Best Warrior及歡喜跑奪得冠軍，亦成為首匹勝出一級賽的9歲馬。
其後繼續出戰其他賽事但未能奪得任何冠軍，最佳戰績為於一哩冠軍南部盃及東京大賞典中取得季軍。
東京大賞典過後，陣營認為其年齡經已不適合繼續出賽，因而安排其退役，並於2016年1月6日取消日本中央競馬會的賽駒註冊。

### 詳細賽績
| 日期       | 舉辦國家 | 馬場   | 距離   | 級別   | 賽事名稱           | 負重 | 騎師     | 馬號 | 出馬 | 名次 | 時間   | 頭馬（二馬）           |
| ---------- | -------- | ------ | ------ | ------ | ------------------ | ---- | -------- | ---- | ---- | ---- | ------ | ---------------------- |
| 24/1/2009  | 日本     | 京都   | 泥1800 |        | 3歲新馬            | 56   | 小林徹彌 | 1    | 14   | 1    | 1:55.2 | （Full Body）          |
| 21/2/2009  | 日本     | 京都   | 泥1800 |        | 3歲500萬獎以下     | 56   | 小林徹彌 | 9    | 13   | 7    | 1:52.4 | Silk Dandy             |
| 8/3/2009   | 日本     | 阪神   | 泥1800 |        | 3歲500萬獎以下     | 56   | 小林徹彌 | 6    | 9    | 6    | 1:54.1 | Admire Shuttle         |
| 22/3/2009  | 日本     | 阪神   | 泥1800 |        | 3歲500萬獎以下     | 56   | 小牧太   | 5    | 14   | 1    | 1:52.6 | （Narita Carbine）     |
| 2/5/2009   | 日本     | 東京   | 草2400 | JpnII  | 青葉賞             | 56   | 後藤浩輝 | 18   | 18   | 10   | 2:27.8 | Apres un Reve          |
| 14/6/2009  | 日本     | 中京   | 泥1700 |        | 梧桐錦標           | 56   | 和田龍二 | 12   | 12   | 1    | 1:45.1 | （Stade Gerland）      |
| 8/7/2009   | 日本     | 大井   | 泥2000 | JpnI   | 日本泥地打吡       | 56   | 小牧太   | 5    | 13   | 5    | 2:06.1 | Testa Matta            |
| 23/8/2009  | 日本     | 新潟   | 泥1800 |        | 獵豹錦標           | 56   | 小牧太   | 13   | 14   | 5    | 1:51.9 | 創升                   |
| 13/9/2009  | 日本     | 阪神   | 泥1800 |        | 奧克蘭賽馬會盃     | 54   | 和田龍二 | 4    | 13   | 1    | 1:51.6 | （New Ichitoku）       |
| 3/10/2009  | 日本     | 阪神   | 泥2000 | GIII   | 天狼星錦標         | 54   | 和田龍二 | 16   | 16   | 1    | 2:04.5 | （Dark Message）       |
| 7/11/2009  | 日本     | 東京   | 泥1600 | GIII   | 武藏野錦標         | 56   | 安藤勝己 | 5    | 16   | 1    | 1:35.5 | （Daisho Jet）         |
| 6/12/2009  | 日本     | 阪神   | 泥1800 | GI     | 日本盃泥地大賽     | 56   | 和田龍二 | 16   | 16   | 6    | 1:51.1 | 希望之城               |
| 7/11/2010  | 日本     | 京都   | 泥1800 | GIII   | 京都錦標           | 57   | 和田龍二 | 12   | 16   | 6    | 1:50.5 | 創升                   |
| 11/12/2010 | 日本     | 阪神   | 泥2000 | OP     | 參宿四錦標         | 56   | 和田龍二 | 13   | 16   | 1    | 2:03.3 | （Machikanenihombare） |
| 29/12/2010 | 日本     | 大井   | 泥2000 | JpnI   | 東京大賞典         | 57   | 和田龍二 | 14   | 14   | 10   | 2:03.8 | 醒目飛鷹               |
| 12/2/2011  | 日本     | 京都   | 泥1900 | OP     | 畢宿五錦標         | 58   | 和田龍二 | 12   | 16   | 2    | 1:58.0 | Piilani Highway        |
| 6/3/2011   | 日本     | 阪神   | 泥2000 | OP     | 仁川錦標           | 57   | 和田龍二 | 9    | 14   | 1    | 2:03.7 | （Tagano Zingaro）     |
| 21/3/2011  | 日本     | 名古屋 | 泥1900 | JpnIII | 名古屋大賞典       | 57   | 和田龍二 | 7    | 12   | 2    | 1:58.8 | 希望之城               |
| 24/4/2011  | 日本     | 京都   | 泥1800 | GIII   | 天蠍錦標           | 56   | 和田龍二 | 2    | 13   | 2    | 1:48.4 | Gold Blitz             |
| 22/5/2011  | 日本     | 京都   | 泥1900 | GII    | 東海錦標           | 57   | 和田龍二 | 8    | 14   | 1    | 1:53.7 | （Renforcer）          |
| 6/11/2011  | 日本     | 京都   | 泥1800 | GIII   | 京都錦標           | 58   | 和田龍二 | 8    | 15   | 4    | 1:48.8 | 希望之城               |
| 4/12/2011  | 日本     | 阪神   | 泥1800 | GI     | 日本盃泥地大賽     | 56   | 和田龍二 | 9    | 15   | 2    | 1:50.9 | 創升                   |
| 29/12/2011 | 日本     | 大井   | 泥2000 | GI     | 東京大賞典         | 57   | 和田龍二 | 4    | 12   | 2    | 2:01.8 | 醒目飛鷹               |
| 19/2/2012  | 日本     | 東京   | 泥1600 | GI     | 二月錦標           | 57   | 和田龍二 | 10   | 16   | 3    | 1:35.8 | Testa Matta            |
| 14/3/2012  | 日本     | 船橋   | 泥2400 | GII    | 大尾光紀念         | 56   | 和田龍二 | 12   | 13   | 4    | 2:35.0 | Renforcer              |
| 19/5/2012  | 日本     | 京都   | 泥1900 | GII    | 東海錦標           | 57   | 和田龍二 | 15   | 15   | 10   | 1:57.3 | Solitary King          |
| 5/11/2012  | 日本     | 川崎   | 泥2100 | JpnI   | 日本育馬場盃經典賽 | 57   | 和田龍二 | 9    | 13   | 1    | 2:12.5 | （Civil War）          |
| 2/12/2012  | 日本     | 阪神   | 泥1800 | GI     | 日本盃泥地大賽     | 57   | 和田龍二 | 12   | 16   | 2    | 1:49.4 | 大和熱驥               |
| 29/12/2012 | 日本     | 大井   | 泥2000 | GI     | 東京大賞典         | 57   | 和田龍二 | 2    | 12   | 3    | 2:06.0 | 古國傳說               |
| 30/1/2013  | 日本     | 川崎   | 泥2100 | JpnI   | 川崎紀念           | 57   | 和田龍二 | 11   | 11   | 2    | 2:15.5 | Hatano Vainqueur       |
| 17/2/2013  | 日本     | 東京   | 泥1600 | GI     | 二月錦標           | 57   | 和田龍二 | 10   | 16   | 3    | 1:35.3 | 果釀醇酒               |
| 26/6/2013  | 日本     | 大井   | 泥2000 | JpnI   | 帝王賞             | 57   | 武豐     | 3    | 12   | 3    | 2:03.5 | 北港火山               |
| 23/9/2013  | 日本     | 船橋   | 泥1800 | JpnII  | 日本電視盃         | 58   | 武豐     | 11   | 12   | 1    | 1:50.3 | （Solitary King）      |
| 4/11/2013  | 日本     | 金澤   | 泥2100 | JpnI   | 日本育馬場盃經典賽 | 57   | 武豐     | 12   | 12   | 2    | 2:13.0 | 北港火山               |
| 1/12/2013  | 日本     | 阪神   | 泥1800 | GI     | 日本盃泥地大賽     | 57   | 武豐     | 8    | 16   | 2    | 1:50.4 | 巴比倫王               |
| 29/12/2013 | 日本     | 大井   | 泥2000 | GI     | 東京大賞典         | 57   | 武豐     | 4    | 9    | 2    | 2:06.9 | 北港火山               |
| 23/2/2014  | 日本     | 東京   | 泥1600 | GI     | 二月錦標           | 57   | 武豐     | 4    | 16   | 6    | 1:36.5 | 小林歷奇               |
| 5/5/2014   | 日本     | 船橋   | 泥1600 | JpnI   | 柏市紀念           | 57   | 武豐     | 7    | 8    | 3    | 1:39.6 | 小林歷奇               |
| 25/6/2014  | 日本     | 大井   | 泥2000 | JpnI   | 帝王賞             | 57   | 武豐     | 10   | 11   | 1    | 2:03.5 | （小林歷奇）           |
| 3/11/2014  | 日本     | 盛岡   | 泥2000 | JpnI   | 日本育馬場盃經典賽 | 57   | 武豐     | 4    | 16   | 3    | 2:01.4 | 小林歷奇               |
| 7/12/2014  | 日本     | 中京   | 泥1800 | GI     | 日本冠軍盃         | 57   | 武豐     | 11   | 16   | 5    | 1:51.5 | 北港火山               |
| 29/12/2014 | 日本     | 大井   | 泥2000 | GI     | 東京大賞典         | 57   | 武豐     | 14   | 16   | 7    | 2:04.9 | 北港火山               |
| 22/2/2015  | 日本     | 東京   | 泥1600 | GI     | 二月錦標           | 57   | 貝利     | 13   | 16   | 9    | 1:36.8 | 小林歷奇               |
| 5/5/2015   | 日本     | 船橋   | 泥1600 | JpnI   | 柏市紀念           | 57   | 和田龍二 | 7    | 10   | 1    | 1:37.4 | （Best Warrior）       |
| 24/6/2015  | 日本     | 大井   | 泥2000 | JpnI   | 帝王賞             | 57   | 和田龍二 | 6    | 12   | 8    | 2:05.0 | 北港火山               |
| 12/10/2015 | 日本     | 盛岡   | 泥1600 | JpnI   | 一哩冠軍南部盃     | 57   | 和田龍二 | 14   | 15   | 3    | 1:37.1 | Best Warrior           |
| 6/12/2015  | 日本     | 中京   | 泥1800 | GI     | 日本冠軍盃         | 57   | 和田龍二 | 3    | 16   | 6    | 1:50.9 | 森巴舞后               |
| 29/12/2015 | 日本     | 大井   | 泥2000 | GI     | 東京大賞典         | 57   | 和田龍二 | 4    | 16   | 3    | 2:04.5 | 聽來真                 |

## 退役後

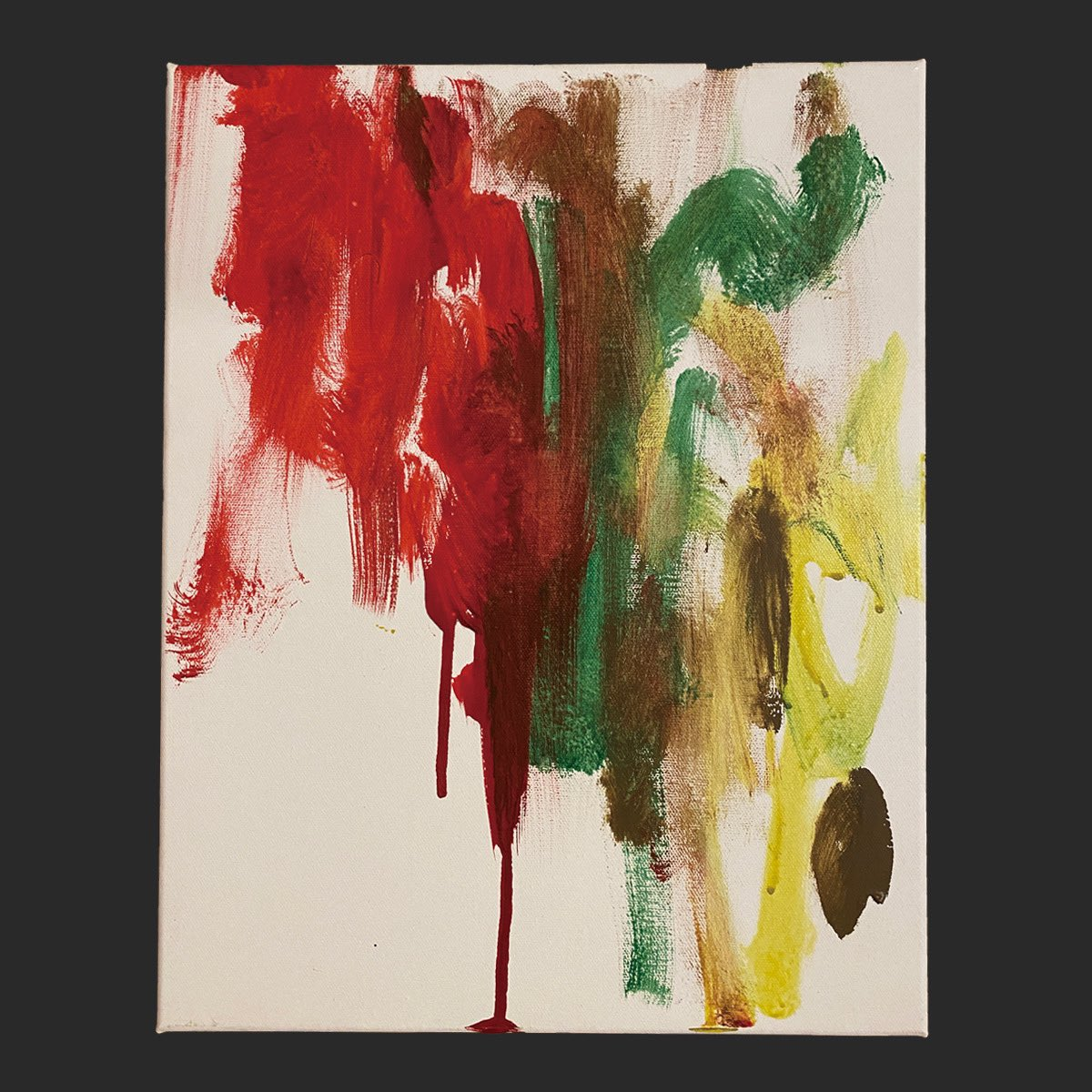
奇銳駿在2024年10月27日創作的畫作

退役後，奇銳駿成為了配種馬，於北海道新日高町Arrow Stud休養，在2016年進行配種，首批子嗣於2017年出生。首批子嗣可於2019年出賽。
2024年10月10日，其由配種馬退役，前往北海道日高町凡爾賽牧場進行養老生活。
2024年11月5日，奇銳駿在2024年10月27日創作的畫作，於凡爾賽牧場在Yahoo!拍賣舉行的拍賣中，以103萬2000日圓賣出。

## 血統簡介
父系魅力逼人為美國賽駒，生涯戰績優秀，曾勝出肯塔基打吡及必利時錦標，為美國雙冠馬。祖父Summer Squall亦為美國賽駒，生涯戰績亦非常優秀，曾勝出美國希望錦標及必利時錦標。
母系Wonder Heritage為美國出生的日本賽駒，生涯僅出戰兩場賽事均落敗。外祖父Pleasant Tap爲美國賽駒，生涯戰績優秀，曾勝出一級賽美國賽馬會金盃。

### 血統表
| 父線：雷鳥系（北地舞人系）                       |                              |                  |                   |
| 種馬 魅力逼人 1996年（栗色）                     | Summer Squall 1987年（棗色） | 雷鳥             | 北地舞人          |
| 種馬 魅力逼人 1996年（栗色）                     | Summer Squall 1987年（棗色） | 雷鳥             | South Ocean       |
| 種馬 魅力逼人 1996年（栗色）                     | Summer Squall 1987年（棗色） | Weekend Surprise | 秘書處            |
| 種馬 魅力逼人 1996年（栗色）                     | Summer Squall 1987年（棗色） | Weekend Surprise | Lassie Dear       |
| 種馬 魅力逼人 1996年（栗色）                     | Bali Babe 1980年（栗色）     | Drone            | Sir Gaylord       |
| 種馬 魅力逼人 1996年（栗色）                     | Bali Babe 1980年（栗色）     | Drone            | Cap and Bells     |
| 種馬 魅力逼人 1996年（栗色）                     | Bali Babe 1980年（栗色）     | Polynesian Charm | What a Pleasure   |
| 種馬 魅力逼人 1996年（栗色）                     | Bali Babe 1980年（栗色）     | Polynesian Charm | Grass Shack       |
| 繁殖雌馬 Wonder Heritage 1995年（深棗色）        | Pleasant Tap 1987年（棗色）  | Pleasant Colony  | His Majesty       |
| 繁殖雌馬 Wonder Heritage 1995年（深棗色）        | Pleasant Tap 1987年（棗色）  | Pleasant Colony  | Sun Colony        |
| 繁殖雌馬 Wonder Heritage 1995年（深棗色）        | Pleasant Tap 1987年（棗色）  | Never Knock      | Stage Door Johnny |
| 繁殖雌馬 Wonder Heritage 1995年（深棗色）        | Pleasant Tap 1987年（棗色）  | Never Knock      | Never Hula        |
| 繁殖雌馬 Wonder Heritage 1995年（深棗色）        | Casa Petrone 1984年（棗色）  | Petrone          | Prince Taj        |
| 繁殖雌馬 Wonder Heritage 1995年（深棗色）        | Casa Petrone 1984年（棗色）  | Petrone          | Wild Miss         |
| 繁殖雌馬 Wonder Heritage 1995年（深棗色）        | Casa Petrone 1984年（棗色）  | Grand Tania      | Grand Central     |
| 繁殖雌馬 Wonder Heritage 1995年（深棗色）        | Casa Petrone 1984年（棗色）  | Grand Tania      | Good Hart         |
| 雌系：號族：1-a                                  |                              |                  |                   |
| 五代內近親交配：勇者帝王 5×5、Somethingroyal 5×5 |                              |                  |                   |

## 命名由來
名字中，Wonder（ワンダー）是馬主山本信行冠名，意思為「驚奇」，香港則以「奇」作為翻譯；Acute（アキュート）於英語中的意思為「銳利」，香港則加以聯想，翻譯為「銳駿」。

## 外部連結
- 奇銳駿 netkeiba.com
- 奇銳駿 sportsnavi.com
- 奇銳駿 jbis.or.jp
- 奇銳駿 racingpost.com
- 血統表